# لويز ماكنزي
لويز ماكنزي (بالإنجليزية: Louise McKenzie)‏ هي متزحلقة بريطانية، ولدت في 31 مارس 1964 في Grantown-on-Spey ‏ في المملكة المتحدة.

## وصلات خارجية
- لويز ماكنزي على موقع أوليمبيديا (الإنجليزية)